# Børge Brende
Børge Brende är en norsk ekonom och politiker (Høyre) och Norges utrikesminister 2013-2017. Brende var ledamot av Stortinget för Sør-Trøndelag 1997–2009, miljöminister 2001–2004, och närings- och handelsminister 2004–2005.